# Baqqal
Baqqal är en ort i Azerbajdzjan.   Den ligger i distriktet Şəki Rayonu, i den norra delen av landet, 260 kilometer väster om huvudstaden Baku. Baqqal ligger 408 meter över havet och antalet invånare är 490.
Terrängen runt Baqqal är varierad. Närmaste större samhälle är Qax, 11,1 kilometer nordväst om Baqqal. 
Trakten runt Baqqal består till största delen av jordbruksmark. Runt Baqqal är det ganska glesbefolkat, med 38 invånare per kvadratkilometer.